# Polca

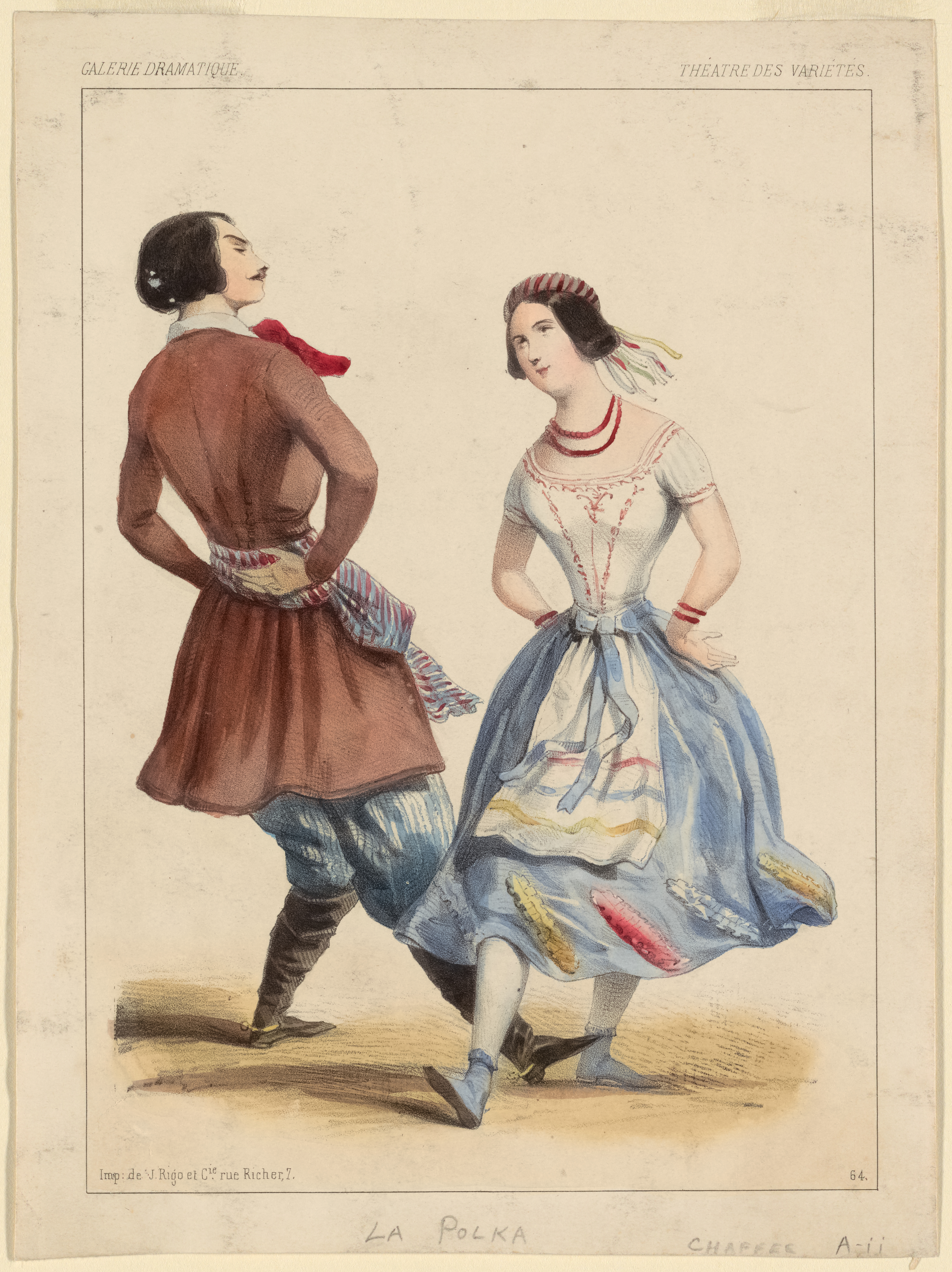
Casal dançando Polca. Datado entre 1840 e 1849.

A Polca é uma dança e um gênero musical  originário da Boêmia, hoje parte da República Tcheca, no século XIX. 
Rapidamente a Polca se espalhou pela Europa na primeira metade do século XIX, chegando em Praga em 1837, em Viena em 1839 e em Paris em 1840. No Continente Americano, a Polca foi popular em países como: Estados Unidos, México, Peru, Argentina, Brasil, dentre outros. Ao lado da Valsa, se tornou a dança de salão mais popular da época.

## Origem
Em sua origem, a história aparece pela primeira vez em um periódico em 1844, atribuindo a dança a jovem boêmia chamada Anna Slezáková. Conforme contado por Čeněk Zíbrt, o professor de música Josef Neruda notou-a dançando de uma forma incomum para acompanhar uma canção folclórica local chamada Strýček Nimra koupil šimla (em português: Tio Nimra comprou um cavalo branco) em 1830. A dança foi posteriormente propagada por Neruda. Quanto à origem do nome Polca, é derivada da palavra Tcheca Pulka, que significa meio, em referência a um passo característico da dança, que é a meia volta.

## Definição
No Dicionário Musical Brasileiro, Mário de Andrade define a Polca como dança em compasso binário, andamento alegre, originário da Boêmia. Enquanto dança, na Polônia foi conhecida como Mazurek, que vem da Mazawia, uma dança em compasso ternário um pouco mais lenta que a Valsa. Ainda neste dicionário, há também a menção a diversos outros tipos de Polca como: Polca de Relação, Polca Mancada, Polca Militar, Polca Paraguaia e Polca Pulada.

## Composição

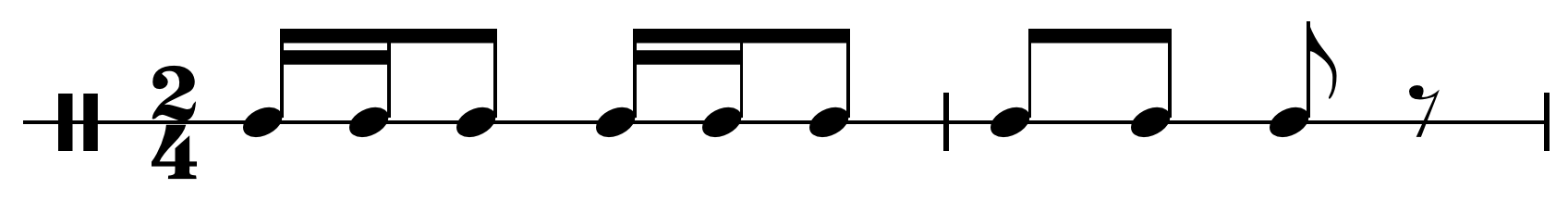
Ritmo de Polca

Como gênero musical, conforme David Souza, a Polca é composta em compassos 2/4, em andamento allegretto e dividida em três partes de 8 compassos cada, contendo também uma introdução e uma coda. Quanto ao ritmo, são usadas colcheias e semicolcheias e breves pausas no fim dos compassos.
Falando sobre a dança, a polca é um movimento feito em pares, possibilitando a aproximação dos corpos. Seus passos consistem em  duas possibilidades: rodeando (um giro após seis passos, com meio giro no terceiro e outro depois dos três últimos), ou, mais animadamente, com rápidos pulinhos nas pontas dos pés.

## A Polca pelo mundo
Em 1837, quando a Polca chegou a Praga, foi feita também a primeira partitura do gênero para piano. Na sua primeira aparição em Paris em 1840, foi apresentada no Teatro do Odeon por um dançarino boêmio chamado Rab. A moda se difundiu e foi transportada para os salões, se tornando por alguns anos a dança favorita entre os parisienses.
Em 1845, na cidade de Calcutá, a Polca foi dançada em um baile dado pelo governador geral em honra a Rainha Victoria do Reino Unido, que viria em 1837 a se tornar a imperatriz da Índia. Jornais e revistas da época noticiaram em abundância esta dança e consequentemente o gênero musical, que se tornou uma verdadeira febre.
A Polca chegou aos Estados Unidos em 1840 trazida por imigrantes de vários países europeus. Os estilos se misturaram e deram origem a outros. Chicago e Cleveland se tornaram dois centros da dança nos Estados Unidos. A popularidade da Polca no país ocorreu principalmente após a Segunda Guerra Mundial, quando soldados americanos foram expostos às tradições europeias durante a guerra.
Em 1850 a Polca chega também a Belarus, se transformando em cultura nacional. Na Irlanda foram introduzidas na cultura no fim do século XIX, vindo a se tornar também, uma das danças folclóricas mais populares do país. A Polca também migrou para os países do norte, como: Dinamarca, Finlândia, Islândia, Noruega e Suécia, chegando posteriormente ao continente americano.

## A Polca no Brasil
Não se sabe ao certo a data em que a Polca chegou ao Brasil. O período provável compreende os anos de 1844 a 1846. A primeira cidade brasileira a conhecer a dança e o gênero musical foi o Rio de Janeiro, expandindo-se posteriormente para outros estados. Aos poucos a Polca foi conquistando seu espaço e penetrando nas mais diversas camadas sociais, desde os bailes elegantes da classe alta às festas das pessoas com poder aquisitivo mais baixo. Nos ambientes mais simples, a Polca recebia nomes depreciativos como “forrobodó, maxixe ou xinfrim”. Como efeito dessa penetração social, a Polca foi se transformando e recebendo características de outros gêneros e danças, como o Lundu. Dessa junção surgiu a primeira dança popular brasileira, o Maxixe.
Dos compositores principais que contribuíram para incorporar características brasileiras à Polca, pode-se citar: Ernesto Nazareth, Chiquinha Gonzaga, Joaquim Antônio da Silva Callado, Viriato Figueira da Silva.
O choro, gênero musical instrumental tipicamente brasileiro, recebeu forte influência dos gêneros musicais europeus praticados no Brasil no século XIX e a Polca é considerado o gênero que mais transmitiu suas características ao choro. Tanto que até a década de 1910, os choros eram chamados de Polcas. Os choros primitivos eram chamados de Polcas tocadas à moda brasileira, pois incorporavam a síncope do batuque.

### Exemplos de Polcas brasileiras
- Atraente - Chiquinha Gonzaga
- Ameno Resedá - Ernesto Nazareth
- Flor Amorosa - Joaquim Antônio da Silva Callado
- É Segredo -  Viriato Figueira da Silva
- Pretenciosa - Alfredo da Rocha Vianna Filho (Pixinguinha)
- Rato, Rato - Casemiro Rocha e Claudino Castro

#### Vídeos no YouTube
- Atraente - Chiquinha Gonzaga
- Ameno Resedá - Ernesto Nazareth
- Flor Amorosa - Joaquim Antônio da Silva Callado
- É Segredo -  Viriato Figueira da Silva
- Pretenciosa - Alfredo da Rocha Vianna Filho (Pixinguinha)
- Rato, Rato - Casemiro Rocha e Claudino Castro

#### Enciclopédias online
- Grove Music Online